# Anania flavidecoralis
Anania flavidecoralis (Munroe & Mutuura, 1969) è un lepidottero appartenente alla famiglia Crambidae, endemica della Cina (provincia dello Yunnan).